# Pieve di Varenna
La pieve di Varenna o pieve di San Giorgio di Varenna (in latino: Plebis Varennensis o Plebis Sancti Georgi Varennensis) era il nome di un'antica pieve dell'arcidiocesi di Milano e del ducato di Milano con capopieve Varenna.
Il patrono era san Giorgio, al quale è ancora oggi dedicata la chiesa prepositurale di Varenna.

## Storia
Varenna, sin dall'epoca longobarda, venne sottoposta ecclesiasticamente alla chiesa di Monza, ove si trovava anche la corte regia. Possedimenti del Capitolo monzese a Varenna sono documentati già nell'anno 769. Alle dipendenze dell'arciprete di Monza soggiaceva anche la chiesa di San Giovanni Battista, giurisdizione confermata da una bolla pontificia datata 1168 e ricordata durante la visita pastorale da parte di Carlo Borromeo nel 1566.
L'esistenza di una pieve a Varenna, è invece testimoniata a partire dal XIII secolo quando Goffredo da Bussero, autore del "Liber notitiae sanctorum Mediolanensis" la cita come avente sei chiese, tra le quali però non compare ancora la chiesa plebana di San Giorgio di Varenna, la quale venne ultimata solo sul finire del secolo ed al 1280 si trovava ancora in fase di costruzione. Testimonianza di questa chiesa l'abbiamo in un documento del 1313. Ad oggi non è ancora chiaro se l'originaria sede plebana fosse localizzata presso questa chiesa o, piuttosto, in quella dedicata a San Giovanni Battista.
Cambiamenti interni alla diocesi si ebbero a partire dal 1169 quando nel territorio plebano si rifugiarono gli esuli dell'isola Comacina. Secondo alcuni studiosi, furono gli stessi profughi a imporre a Varenna l'uso del rito patriarchino, al fine di contrastare gli usi correnti presso le altre parrocchie lombarde. Secondo altri, l'uso di tale rito sarebbe da imputare ai legami con la chiesa di Monza. Varenna decadde così presto nella sua breve storia, venendo già dal 1398 sottoposta al governo della pieve di san Martino in Perledo, e ridotta a semplice rettoria, poi vicariato nel Cinquecento. La chiesa plebana di San Giorgio venne quindi dichiarata ufficialmente "nullius plebis" e dunque rimase esclusa da qualsiasi giurisdizione ecclesiastica. Il rito patriarchino restò in uso fino al Seicento, quando venne localmente introdotto quello romano. Da un punto di vista religioso, l'antico territorio plebano ricade sotto il decanato di Varenna e comprende 42 parrocchie. 
Diversa sorte ebbe invece la correlata pieve secolare e laica nella quella si articolava la provincia del Ducato di Milano: se però la pieve ecclesiastica aveva esercitò i suoi poteri anche su Perledo, la pieve civile limitò sempre la sua giurisdizione sulla sola Varenna, costituendo così un singolare caso di pieve monocomunale. Nel Settecento la pieve amministrativa fu oggetto di un esperimento riformatore di stampo illuminista da parte dell'imperatore Giuseppe II, che nel 1786 la incluse nella provincia di Como, provvedimento però cancellato dopo soli cinque anni dal fratello Leopoldo II, imperatore ben più conservatore. La pieve fu poi soppressa nel 1797 in seguito all'invasione di Napoleone e alla conseguente introduzione di nuovi e più moderni distretti.

## Territorio
Nella seconda metà del XVIII secolo, il territorio della pieve era così suddiviso:
| Pieve civile      |
| Comune di Varenna |

Dal punto di vista ecclesiastico, il territorio varennese della parrocchia di San Giorgio era a quel tempo dichiarato esente da pievi, e sottoposto al vicariato di San Martino di Perledo.